# Galícia Esporte Clube
Galícia Esporte Clube es un club de fútbol brasileño, de la ciudad de Salvador en Bahía. Fue fundado en 1 de enero de 1933 y disputa actualmente la primera División de la liga baiana de fútbol de 2014. Uno de los más tradicionales clubes baianos, históricamente ligado a la colonia española de Salvador, fue el primer tricampeón baiano de fútbol. Su presidente es Dario Rego.

## Historia
El Galícia fue fundado el 1 de enero de 1933 por inmigrantes españoles provenientes de Galicia). 
En 2013, año de 80.º aniversario, con una nueva directoría, comandada por Dario Rego, el club consiguió, después de 14 años, volver a la élite del fútbol baiano, al conquistar el título de Campeonato Baiano de 2013.

## Entrenadores
- Fernando Dourado (mayo de 2022–junio de 2022)[5][6]
- Fernando Almeida (junio de 2022–presente)[3]